# West-Saksisch voetbalkampioenschap 1913/14
In 1913/14 werd het tweede voetbalkampioenschap van West-Saksen gespeeld, dat georganiseerd werd door de Midden-Duitse voetbalbond. Zwickauer SC werd kampioen en plaatste zich voor de Midden-Duitse eindronde. De club versloeg Konkordia Plauen en verloor dan van Chemnitzer BC. Daar de club in de wedstrijd tegen Plauen een niet-speelgerechtigde speler opgesteld werd, mocht Plauen na de uitschakeling van Zwickau alsnog een ronde verder. 

## 1. Klasse
| Plaats | Club               | Wed. | W  | G | V | Saldo | Ptn.  |
| ------ | ------------------ | ---- | -- | - | - | ----- | ----- |
| 1.     | Zwickauer SC       | 10   | 10 | 0 | 0 | 50:06 | 20:00 |
| 2.     | Glauchauer SV 1907 | 9    | 5  | 1 | 3 | 27:17 | 11:07 |
| 3.     | FC Olympia Zwickau | 10   | 4  | 1 | 5 | 22:26 | 09:11 |
| 4.     | FC Sachsen Meerane | 8    | 3  | 1 | 4 | 15:22 | 07:09 |
| 5.     | Crimmitschauer BC  | 7    | 2  | 0 | 5 | 12:32 | 04:10 |
| 6.     | FC 02 Schedewitz   | 8    | 0  | 1 | 7 | 07:30 | 01:15 |

|  | Kampioen, geplaatst voor Midden-Duitse eindronde |
|  | Promotie-Degradatie play-off                     |

Promotie-Degradatie play-off
|  |                  |       |                   |  |
|  | FC 02 Schedewitz | 0 – 8 | FC Wacker Meerane |  |
|  |                  |       |                   |  |